# Галгауская волость
Га́лгауская волость (латыш. Galgauskas pagasts) — одна из четырнадцати территориальных единиц Гулбенского края в северо-восточной части Латвии на Алуксненской возвышенности в районе Гулбенского вала и части Талавской низменности. 
Граничит с городом Гулбене, Даукстской, Яунгулбенской, Тирзской, Леясциемской и Белявской волостями своего края.
Наиболее крупные населённые пункты Галгауской волости: Галгауска (волостной центр), Клавани, Римставас, Сили.
По территории волости протекают реки: Тирза, Госупе, Лачупите, Вийята.
Крупные водоёмы: Галгауское озеро и пруд Плеку.
Высшая точка: Торня калнс (158.9 м).
Национальный состав: 82,6 % — латыши, 11,8 % — русские, 2,6 % — белорусы, 2,1 % — поляки.
Волость пересекает автомобильная дорога Гулбене — Смилтене и железнодорожная линия Гулбене — Иерики (пассажирское движение прекращено в 2000 году).

## История
В XIX веке земли нынешней Галгауской волости находились на территории Галгауского поместья, а также Яунского и Вейшского полупоместий.
В 1916 году был открыт участок железнодорожной линии Гулбене — Иерики.
В 1935 году Галгауская волость Мадонского уезда занимала площадь 111 км². В 1945 году волость состояла из Галгауского и Крапского сельских советов.
После Второй мировой войны были организованы несколько колхозов, которые в дальнейшем объединились в колхоз «Копдарбиба».
В 1949 году произошла отмена волостного деления и Галгауский сельсовет входил в состав Гулбенского уезда (1949) и Гулбенского района (после 1949). В 1977 году к Галгаускому сельсовету была присоединена часть территории ликвидированного Синолского сельсовета.
В 1990 году Галгауский сельсовет был реорганизован в волость. В 2009 году, по окончании латвийской административно-территориальной реформы, Галгауская волость вошла в состав Гулбенского края.
На 2002 год в волости находилось 3 экономически активных предприятия, Галгауская начальная школа, волостная библиотека, Дом культуры, фельдшерский и акушерский пункт, почтовое отделение, Тирзская лютеранская церковь, православная церковь Святого Иоанна Крестителя.